# Ordre de David le bâtisseur
Pour les articles homonymes, voir David.
L’ordre de David le bâtisseur (en géorgien : დავით აღმაშენებლის ორდენი, davit aghmacheneblis ordeni) est une décoration civile créée le 24 décembre 1992). Il est décerné à ceux qui œuvrent pour l'indépendance et la résurgence de la Géorgie.

## Historique
Il est créé en honneur à David le bâtisseur à sa création c'était le plus haute distinction du pays.

## Description
L'insigne de l'Ordre de David le bâtisseur a une forme circulaire de 40 millimètres sur laquelle est gravé un losange. Dans le creux circulaire du losange se trouvent les lettres asomtavruli "Ⴀ" [A], "Ⴃ" [D] et "Ⴇ" [T] (désignant David IV de Géorgie, en géorgien « Davit' Aghmachenebeli »), surmontées d'une couronne royale. Le ruban blanc est large de 27 millimètres avec une bande d'or de 9 millimètres de large en son centre. Des deux côtés, à 1,5 mm de la bande dorée, se trouvent des bandes violettes de 2 mm de large.